# Добротворский, Иван Михайлович
Иван Михайлович Добротворский (10 [22] июня 1832, Нижегородская губерния — 7 [19] сентября 1883, Казань) — историк раскола, магистр богословия, ординарный профессор Казанского университета по кафедре церковной истории; член Общества любителей российской словесности.

## Биография
Родился 10 (22) июня 1832 года в семье сельского священника Нижегородской епархии. Учился в Нижегородской духовной семинарии (1846—1852), после окончания которой (1-м по списку магистров) был отправлен за казённый счет в Казанскую духовную академию; заняв первое место при приёме в академию он удержал его за собой до окончания академического курса в 1856 году. За курсовое сочинение, напечатанное в 1857 году под названием: «Исторические сведения об иргизских мнимо-старообрядческих монастырях, до обращения их к единоверию» 10 октября 1856 года был утверждён в степени магистра богословия; 14 ноября назначен бакалавром академии — на кафедру истории и обличения русского раскола.
Изучив историю секты хлыстов, он несколько раз выступал экспертом во время следствий и судебных процессов над ними в Казанском окружном суде и Казанской судебной палате. Он также выступил критиком исследования о хлыстах П. И. Мельникова-Печерского. Добротворский впервые на высоком для своего времени археографическом уровне подготовил к печати и издал Деяния Стоглавого Собора 1551 года «в полном его виде, по нескольку рукописей с предисловием». Он также участвовал в переводе на русский язык и издании сочинений Григория Двоеслова «О жизни италийских отцов и бессмертии души» (1858) и Деяний Вселенских Соборов (1859).
С 12 ноября 1864 года Добротворский — экстраординарный профессор Казанской духовной академии. П. В. Знаменский отмечал его энциклопедические познания, добросовестность и основательность лекционных курсов, но «скучность» его как преподавателя.
После принятия университетского устава 1863 года ему предложили возглавить кафедру церковной истории, созданную при Казанском университете.
27 апреля 1865 года Добротворский по собственному желанию был уволен от духовно-училищной службы и из духовного звания и 28 июля того же года отправлен в заграничную командировку, во время которой слушал лекции в Тюбингене, Мюнхене, изучал новогреческий язык в Афинах, побывал в Египте, Палестине, Константинополе. С 16 марта 1868 года И. М. Добротворский — экстраординарный профессор на кафедре церковной истории Казанского университета; с 30 декабря — ординарный профессор. Во время работы в университете продолжал заниматься изучением истории русских сект.
Скончался 7 (19) сентября 1883 года в Казани. Похоронен на Арском кладбище.